# Plutothrix unguttella
Plutothrix unguttella är en stekelart som beskrevs av Heydon 1997. Plutothrix unguttella ingår i släktet Plutothrix och familjen puppglanssteklar. Inga underarter finns listade i Catalogue of Life.